# 新茲拉托皮爾 (馬利尼夫卡市鎮)

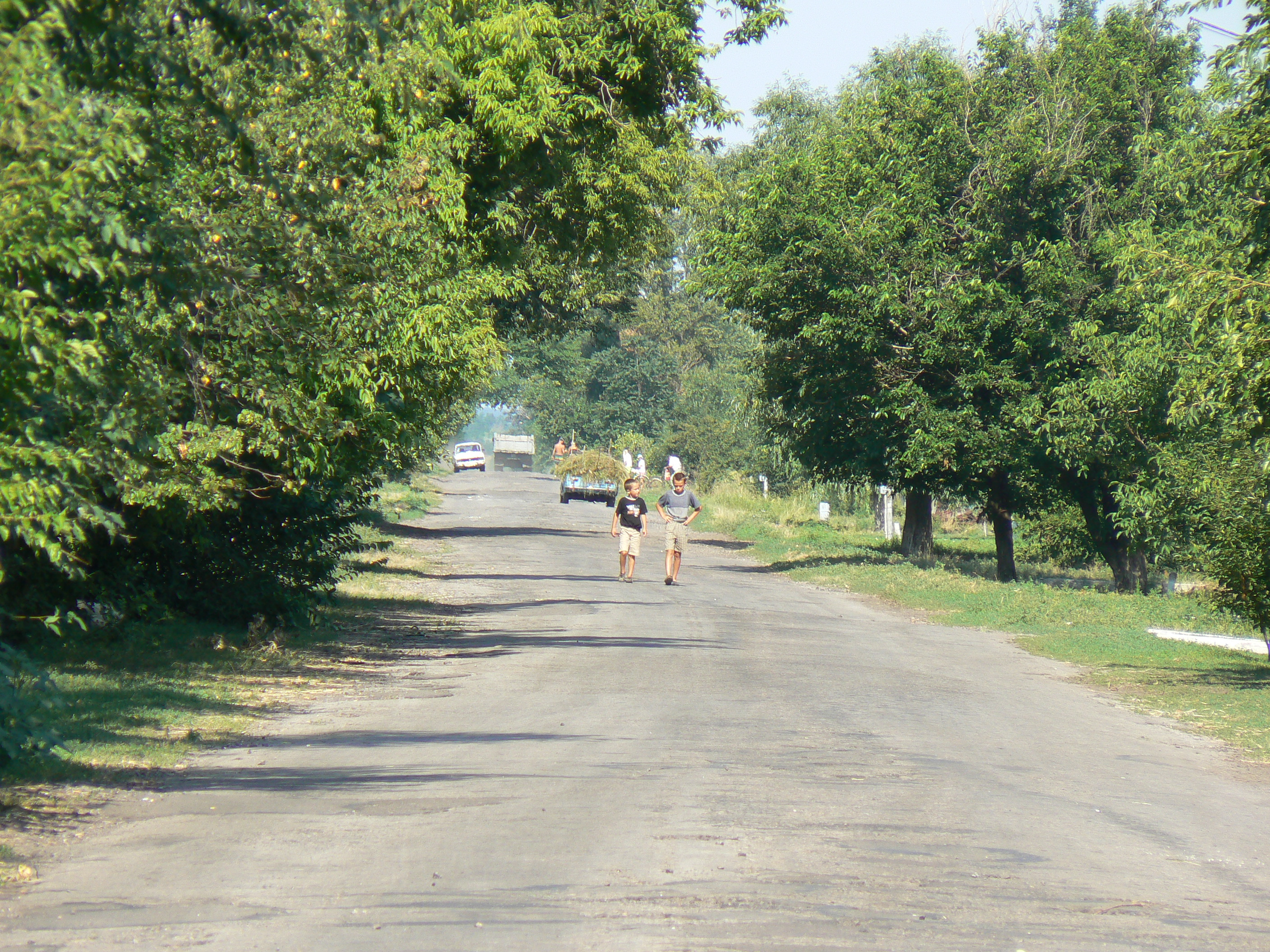

47°39′21″N 36°34′11″E / 47.65583°N 36.56972°E
新茲拉托皮爾（烏克蘭語：Новозлатопіль）是位於烏克蘭東南部的村莊，由扎波羅熱州波洛希區的馬利尼夫卡市鎮負責管轄。該村面積1.51平方公里，海拔高度138米，2001年人口1,006，人口密度每平方公里665.8人。